# Баньякавалло
Баньякавалло (итал. Bagnacavallo) — город в Италии, располагается в регионе Эмилия-Романья, подчиняется административному центру Равенна.
Население составляет 16 169 человек (на 2004 год), занимает площадь 79 км², плотность населения 204 чел./км². Почтовый индекс — 48012. Телефонный код — 0545.
Покровителем населённого пункта считается Архангел Михаил. Праздник ежегодно отмечается 29 сентября.
Соседние населённые пункты: Альфонсине, Котиньола, Фаэнца, Фузиньяно, Луго, Равенна, Русси.
Баньякавалло — родина итальянского художника эпохи Возрождения Бартоломео Раменги (1484—1542), известного также как Баньякавалло по месту рождения. 
Уроженцем Баньякавалло был итальянский ботаник Пьетро Бубани (1806—1888), автор многотомного труда «Пиренейская флора» (изд. посмертно в 1897—1901) — итога сорокалетней работы. В 1869 году вышла в свет его книга «Вергилианская флора», в которой учёный идентифицировал все растения, упомянутые в произведениях этого античного поэта. 
В Баньякавалло начал свой тернистый жизненный путь итальянский разбойник Стефано Пеллони (1824—1851), известный как Иль Пассаторе (Паромщик) по профессии отца, перевозчика на реке Ламоне. Командовал крупной бандой; грабя богатых, делился добычей с бедняками, создав себе тем самым реноме местного Робин Гуда.
Здесь также появился на свет 4 октября 1958 года итальянский боксёр-профессионал Франческо Дамиани, серебряный призёр летних Олимпийских игр 1984 в Лос-Анджелесе, чемпион мира среди профессионалов в тяжёлом весе по версии ВБО (WBO).